# Cabucgayan
Cabucgayan é um município de  quinta classe de renda municipal (d) na província Biliran, nas Filipinas. De acordo com o censo de 1 de maio  de  2020 possui uma população de 21 542 pessoas e 5 234 domicílios.